# Richard Knoch
Richard Knoch (Mörschlitz, nu deelgemeente van Schleiz, 18 november 1877 – Spandau, 25 januari 1969) was een Duitse componist, dirigent en muzikant.

## Levensloop
Knoch werd na het behalen van zijn diploma's lid van het stedelijk orkest in Bautzen. In 1896 werd hij lid van de militaire muziekkapel van het 2e Thüringische Infanterie Regiment nr. 32 in Meiningen. Hij studeerde eveneens aan de Hogeschool voor muziek in Berlijn en behaalde het diploma als Musikmeister. In 1910 werd hij kapelmeester van het militaire muziekkorps van het pionier bataljon nr. 3 in Spandau, nu een district in Berlijn. In 1920 richtte hij een eigen civiel harmonieorkest op, maar liet zich in 1935 reactiveren en werd dirigent van de militaire muziekkapel van het Infanterie Regiment nr. 69 in Hamburg-Wandsbek, waar hij in 1936 tot stafmuziekmeester werd bevorderd. Tussendoor was hij ook dirigent bij het harmonieorkest van de Stahlhelm-Bundeskapelle Landesverband Groß-Berlin, met wie hij verschillende opnames op langspeelplaat verzorgde.
Hij was ook als componist werkzaam en schreef marsen en dansen voor harmonieorkest.

## Composities

### Werken voor harmonieorkest
- - Märkische Kolonnen
- - Semper talis
- - Temperament im Regiment
- - Tempo 114
- - Achtung! Augen rechts
- - Die Fahnen hoch [Marsch]
- - Vorwärts - aufwärts! [Fliegermarsch]